# ماريا ألكسندروفنا
ماريا ألكسندروفنا (الروسية: Мария Александровна) (و. 1824 – 1880 م) وُلدت كالأميرة فيلهلمينا ماري من هيس والراين (8 أغسطس 1824 - 3 يونيو 1880)، كانت إمبراطورة روسيا كزوجة أولى للإمبراطور ألكسندر الثاني.
ابنة لودفيغ الثاني، الدوق الأكبر لهيس، والأميرة فيلهلمينا من بادن، تلقت تعليمًا جيدًا ونشأت في تقشف نسبي، مع التركيز على البساطة والتقوى والحياة الأسرية. توفيت والدتها عندما كانت ماري في الثانية عشرة من عمرها، وعندما كانت في الرابعة عشرة، لفتت انتباه تسيساريفيتش ألكسندر نيكولايفيتش، الذي كان يزور بلاط والدها أثناء جولة له في أوروبا الغربية. تزوجا بعد أن بلغت ماري السادسة عشرة. لم تستمتع تسيساريفنا الجديدة في البداية بحياة البلاط بسبب طبيعتها المنعزلة، وحقيقة أنها وجدت الروعة والبذخ في البلاط الروسي مرهبة بعد التقشف الذي كانت معتادة عليه. سرعان ما تطورت ماري لتتعلق ببلدها المُتبنى، وساعدها سنها الصغيرة عند الزواج في هذا التبني.
بعد وفاة والد زوجها، نيكولاي الأول، في عام 1855، أصبح ألكسندر إمبراطورًا، وأصبحت تُعرف الآن باسم ماريا، أصبحت الإمبراطورة القرينة لروسيا. بعد وفاة حماتها في عام 1860، تولت ماريا دورًا أكبر في الحياة العامة. أصبحت واحدة من مؤسسي جمعية الصليب الأحمر الروسية، وهي جزء من حركة الصليب الأحمر الدولية التي تأسست في عام 1863 لتعزيز التمريض والرعاية الطبية في جميع أنحاء العالم. وأنشأت أول مدارس للبنات في روسيا. قدمت لزوجها دعمًا معنويًا قويًا وهو يتنقل في التشريعات لإنهاء العبودية. واهتمت بالفنون، فقد بُني مسرح ماريينسكي في سانت بطرسبرغ وقصر ماريينسكي تحت رعايتها وسُميا باسمها.
على الرغم من ارتباطها القوي بروسيا والمصالح الروسية، كانت تزور موطنها الأصلي هيس بانتظام كل عام من أوائل ستينيات القرن التاسع عشر فصاعدًا، وكانت تحافظ على الاتصال بأسرتها الخاصة، وأيضًا بأقارب زوجها في جميع أنحاء أوروبا. عانت من السل من عام 1863 فصاعدًا وقضت فترات طويلة من الزمن في جنوب أوروبا لتجنب فصول الشتاء القاسية في روسيا. تدهورت صحتها بعد وفاة ابنها الأكبر، نيكولاس ألكساندروفيتش، الذي توفي قبل تاريخ زفافه. كانت معروفة بحكمتها وذكائها، وتفانيها السخي تجاه الأسرة، بما في ذلك عشيقة زوجها وأطفالها.

## سنواتها الأخيرة
من أوائل ستينيات القرن التاسع عشر وحتى سبعينياته، بدأت ماريا ألكسندروفنا في القيام بزيارات ممتدة إلى وطنها. وعادة ما كانت ترافقها أسرتها وحاشيتها الروسية، كانت تقيم في قصر هايلجنبرج الصغير الخاص بأخيها ألكسندر، الذي عاش مع زوجته المورغانية وأطفالهم في جوجنهايم خارج دارمشتات. هناك التقت بالأميرة أليس، الابنة الثانية للملكة فيكتوريا وزوجة ابن أخيها لويس من هيس. قاومت اقتراح أليس بأن يتزوج شقيقها، الأمير ألفريد، دوق إدنبرة، ابنتها الوحيدة ماريا، لكن الزوجين تزوجا في النهاية في عام 1874. في ديسمبر 1875، زارت الإمبراطورة ماريا إنجلترا لمقابلة أول حفيد بريطاني لها. كتبت الملكة فيكتوريا في مذكراتها: «ظننتها سيدة لطيفة، طيبة ووديعة. كنا مرتاحين فورًا، لكن لديها تعبيرًا حزينًا وتبدو هشة للغاية. المسكينة، أشفق عليها كثيرًا».
بعد وفاة الأميرة أليس في عام 1878، تعاطفت ماريا ألكسندروفنا مع العائلة المالكة البريطانية. دعت أقاربها اليتامى لزيارتها خلال العطلات التي قضتها مع شقيقها ألكسندر في هايلجنبرج. وخلال هذه الزيارات التقى ابنها الثاني الأصغر سيرجي بزوجته المستقبلية، الابنة الثانية لأليس، الأميرة إليزابيث من هيس والراين. والتقت هناك بأصغر شقيقة لأليس الباقية على قيد الحياة، الأميرة أليكس، التي أصبحت في النهاية الزوجة المخلصة لحفيدها الأكبر، الإمبراطور نيقولا الثاني.
توفيت الإمبراطورة ماريا ألكسندروفنا في 3 يونيو 1880، عن عمر يناهز 55 عامًا. دُفنت بكرامة كاملة بحضور أطفالها وتُذكرت بحكمتها ورشاقتها. في سنوات لاحقة، زعمت الابنة الكبرى لنيكولاس الثاني، الدوقة الكبرى أولغا، أنها عندما كانت طفلة صغيرة رأت شبح جدتها الكبرى، حسبما ذكرت مربيتها مارجريتا إيغر.

## جوائز
حصلت على جوائز منها:
- وسام القديس أندراوس (الإمبراطورية الروسية)
- وسام سانت كاترين.